# Revista de la Real Academia de Ciencias Exactas, Físicas y Naturales. Serie A. Matemáticas
Revista de la Real Academia de Ciencias Exactas, Fisicas y Naturales. Serie A. Matematicas is een Spaans, aan collegiale toetsing onderworpen wetenschappelijk tijdschrift op het gebied van de wiskunde. De naam wordt in literatuurverwijzingen meestal afgekort tot Rev. R. Acad. A of, gebruikelijker, RACSAM. Het wordt uitgegeven door Springer Science+Business Media namens de Real Academia de Ciencias Exactas, Físicas y Naturales, de Spaanse (koninklijke) academie voor exacte wetenschappen. Het tijdschrift verschijnt 2 keer per jaar. Het eerste nummer verscheen in 2001, als jaargang 95.